# Уцуравассу
Уцуравассу (Уцур-Авассу) (1-а пол. XX століття до н. е.) — енсі міста-держави Ешнунна.

## Життєпис
Походження невідоме. Ймовірно належав до місцевої знаті Ешнунни або був представником якоїсь гілки правлячої династії. після повалення енсі Ішар-рамашу військами Ануммуттаббіля, царя Дери, був поставлений намісником останнього в Ешнунні.
Невдовзі повстав й зміг здобути незалежність, проте мусив визнати зверхність Іддін-Дагана, царя Ісіна, за підтримки якого завдано рішучої поразки Дері. За цим Уцуравассу повстав вже проти Іддін-дагана, з яким вів запеклу боротьбу. Поширив владу на всю долину річки Діяла. Наприкінці панування зазнав потужного нападу субареїв, що суттєво зруйнували столиці, зокрема царський палац.
Йому спадкував Азузум.